# Silent Disco

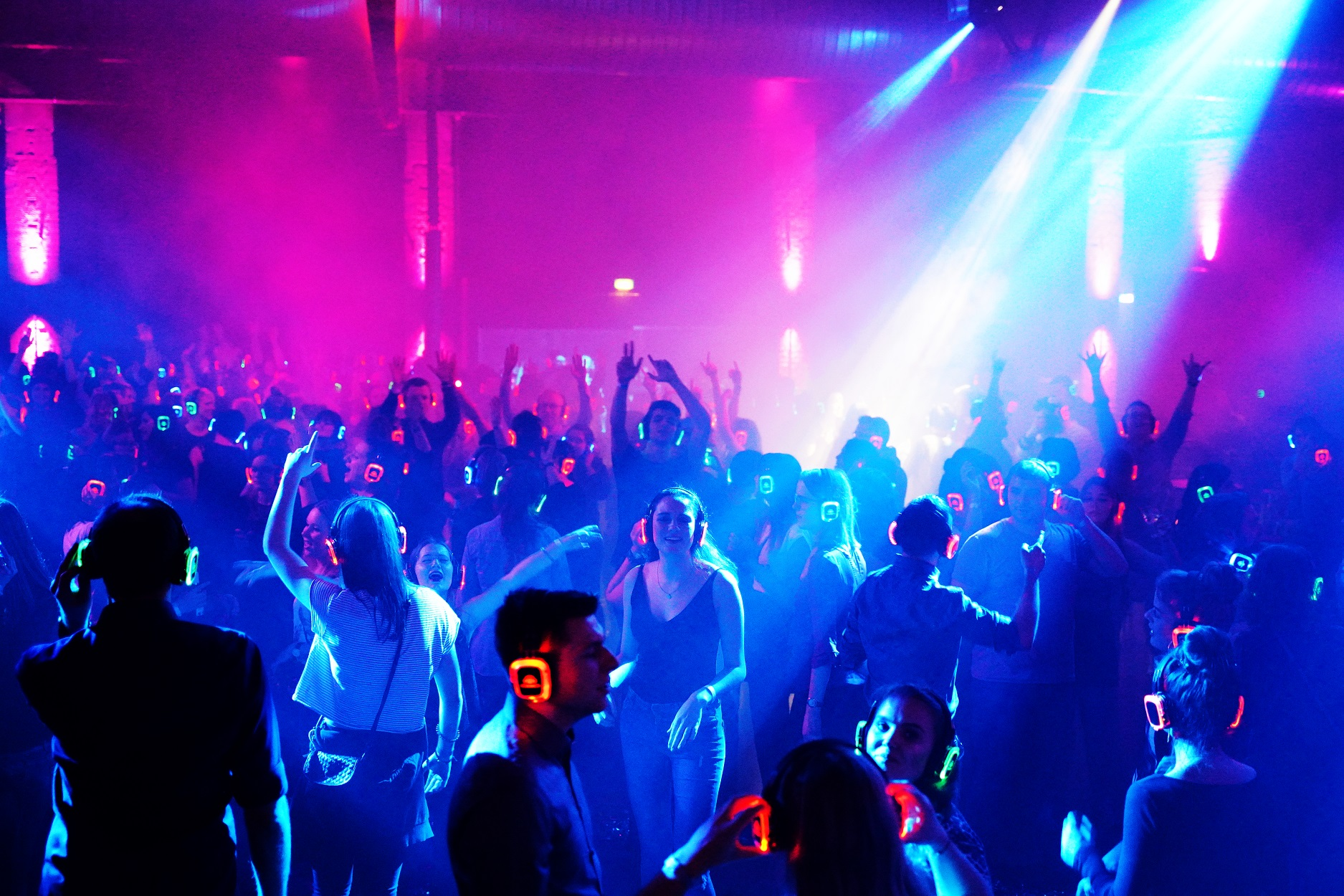
Silent Disco im Lokschuppen Bielefeld

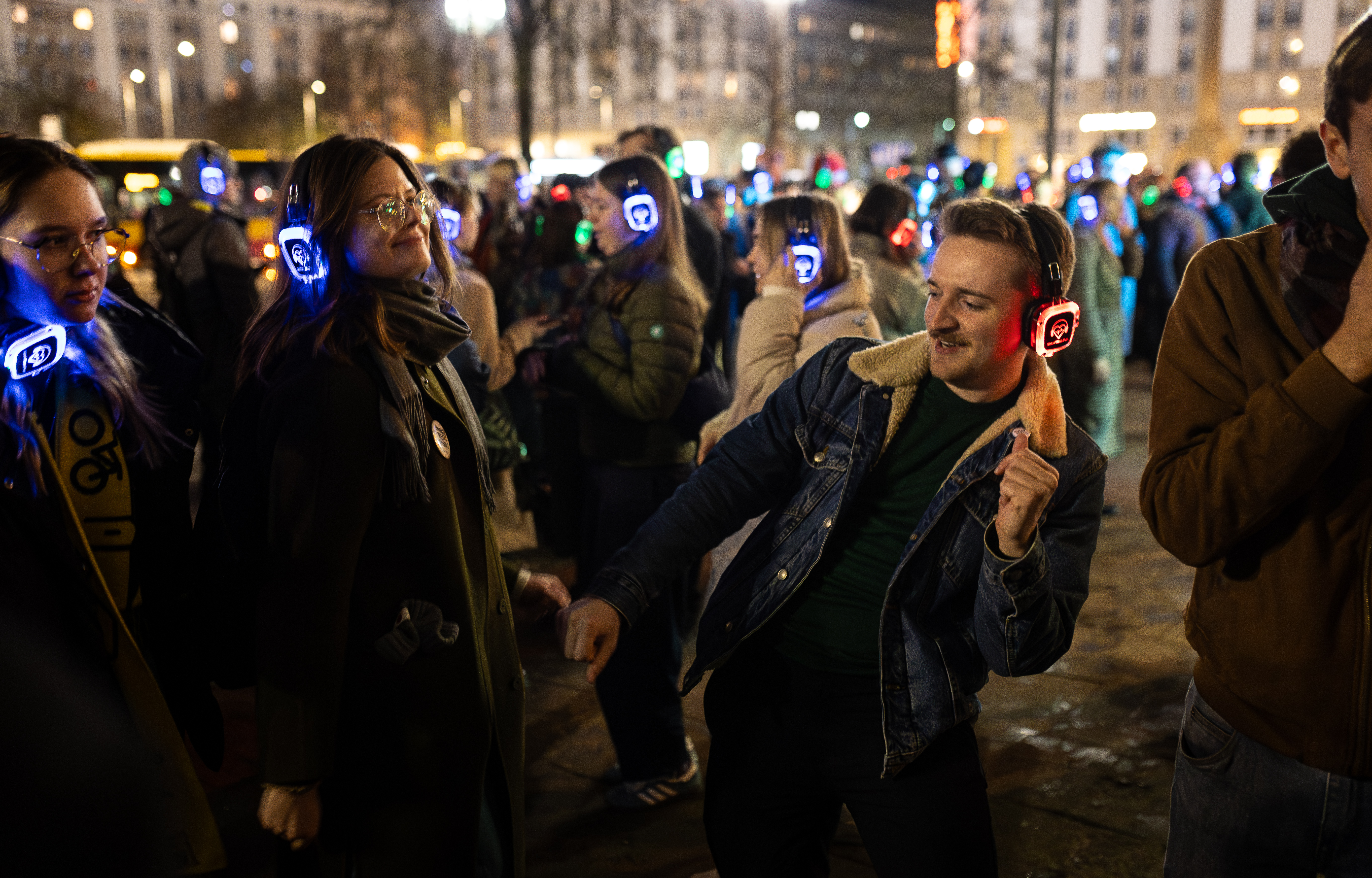
Silent Disco in Warschau

Silent Disco (auch Leise Disco, Stille Disco oder Kopfhörerparty) ist die Bezeichnung für eine Tanzveranstaltung, bei der die Musik über Funkkopfhörer anstatt über Lautsprecherboxen gehört wird. Betrachtet man die Szenerie ohne Kopfhörer, hört man keine Musik und sieht tanzende Menschen in einem stillen Raum. In der Regel wetteifern zwei bis drei DJs um die Zuhörer, die sich durch Einstellung an ihren drahtlosen Kopfhörern selbst entscheiden können, welches Lied sie hören. Silent Disco ist z. B. bei Musikfestivals und Open-Air-Partys populär, weil sie den Menschen ermöglicht, ohne Lärmbelästigung der Umgebung zu lauter Musik zu tanzen. Ähnliche Veranstaltungen, bei denen das Konzept von Silent Disco verwendet wird, sind sogenannte Mobile Clubbing, bei der sich Menschen treffen und zu Musik tanzen, die sie in ihrem persönlichen MP3-Player einstellen.
Die Kopfhörersysteme werden auch für Public Viewings, Freiluftkino, Silent Yoga, Fitness sowie für private Feste (z. B. Hochzeiten) und im Konferenzbereich (Silent Conference) genutzt. Vorteile entstehen durch Einsparung des Aufwandes großer Verstärker und Lautsprecheranlagen, relative Ruhe für die Umgebung, jedoch auch Ruhe für Gespräche auf der Veranstaltung selbst. Die Lautstärke kann am Kopfhörer individuell reguliert werden, für eine Musikpause muss der Raum nicht verlassen werden. Die Wahl zwischen den Musik-Kanälen erfolgt ebenfalls durch einen Schalter am Kopfhörer.
In größerem Rahmen fand die erste Silent Disco im Jahr 2002 beim Theaterfestival De Parade statt und wurde von den beiden niederländischen DJs Nico Ockeres und Michael Minten organisiert.